# Cadillac BLS
La Cadillac BLS è un'automobile di classe media, segmento lusso, progettata specificatamente per i mercati europei dalla Cadillac, marchio del gruppo General Motors.

## Il contesto
È il primo modello Cadillac di questa categoria ed il primo a essere equipaggiato con motore Diesel. Dal 2008 venne venduta anche in versione Wagon, una novità assoluta per la casa automobilistica americana. Il suo obiettivo era quello di far concorrenza alle automobili tedesche e giapponesi nel segmento lusso.

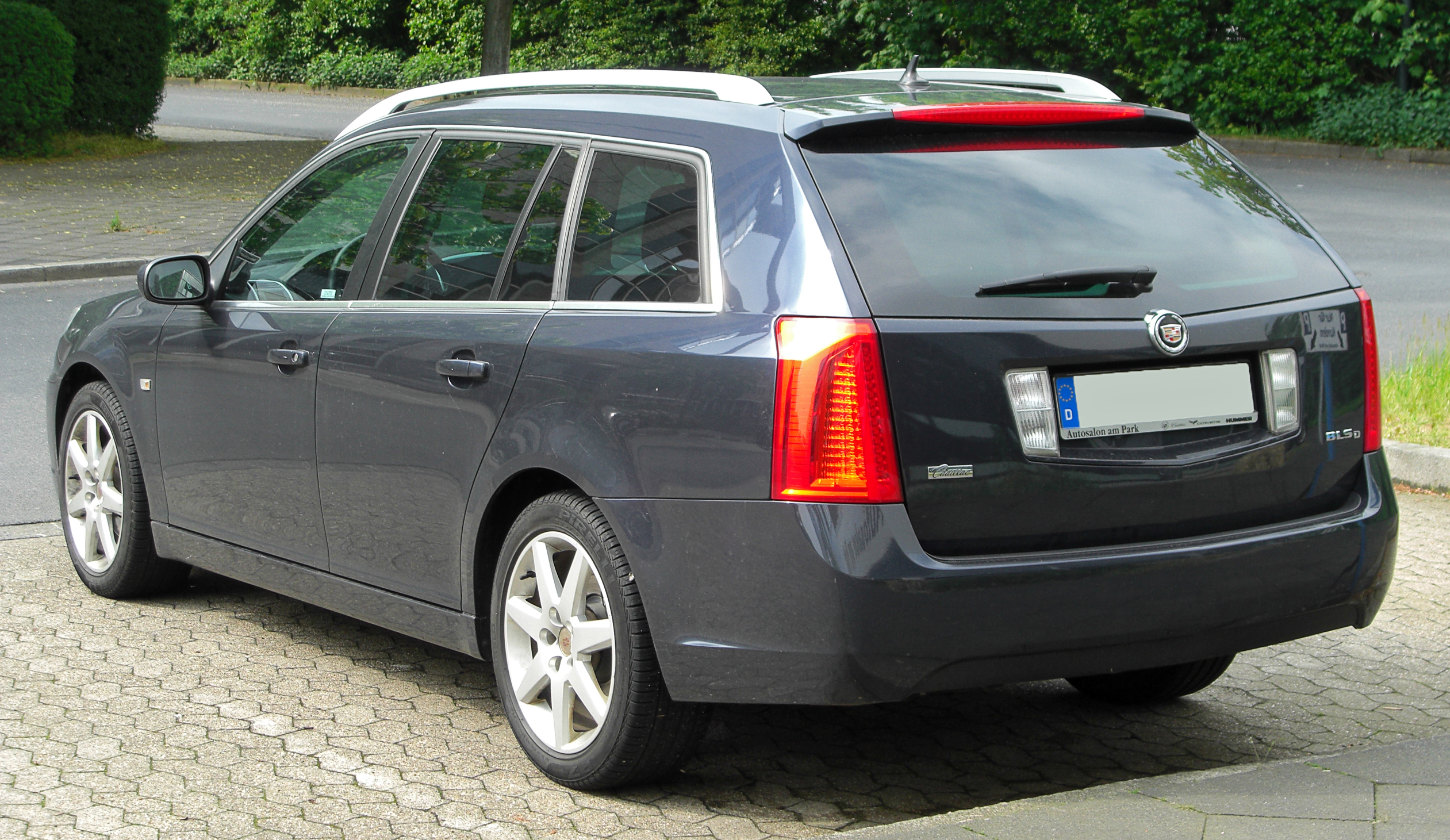
La BLS Wagon, una novità assoluta per la Cadillac

L'automobile era basata sulla piattaforma GM Epsilon ed era assemblata a Trollhättan in Svezia dalla Saab Automobile AB. Di fatto condivideva con la Saab 9-3 Mk2 restyling l'intera parte centrale/giroporta e parte degli interni, essendo di fatto i 2 modelli pressoché la stessa auto. Anche la meccanica era condivisa con la 9-3: i motori a benzina ed il motore diesel di origine Fiat ma prodotto ed assemblato in Germania a Kaiserslautern dalla Opel (già presente in buona parte della produzione GM destinata all' Europa).
Le vendite della berlina iniziarono nel marzo 2006 dopo la presentazione al Salone dell'automobile di Francoforte 2005, mentre quelle della wagon iniziarono alla fine del 2007 dopo la presentazione al Salone dell'automobile di Francoforte 2007.
Nonostante fosse stata progettata per il mercato europeo, dal 2007, la BLS è stata venduta anche nei paesi arabi, in Messico, in Sudafrica e in Corea del Sud. General Motors, a causa della grave crisi finanziaria che ha investito il mondo dell'auto verso il 2008 e delusa dai pessimi risultati di vendita, ha decretato lo stop alla produzione del modello nel giugno del 2009. Tuttavia, i vertici GM con un accordo con la casa automobilistica russa Avtotor, hanno permesso l'assemblaggio della BLS per un ulteriore anno nello stabilimento di Kaliningrad. L'insuccesso e la grave situazione finanziaria hanno decretato la fine del modello.

## Caratteristiche
Sono disponibili tre motori per la BLS: 1.9 turbodiesel 4 cilindri, 2.8 turbo benzina 6 cilindri a V ed un 2.0 turbo benzina 4 cilindri.
Con 4 680 mm in lunghezza totale, la BLS era 148 mm più corta della CTS, la più piccola Cadillac disponibile negli Stati Uniti d'America.
Motori:
- 1.9 L turbodiesel L4 16v, 150 CV (110 kW)
- 1.9 L turbodiesel L4 16v, 180 CV (132 kW)
- 2.0 L turbobenzina L4 16v, 175 CV (129 kW)
- 2.0 L turbobenzina L4 16v, 210 CV (154 kW)
- 2.8 L turbobenzina V6 24v, 256 CV (188 kW)